# Disiarczek węgla
Disiarczek węgla, dwusiarczek węgla, CS
2 – nieorganiczny związek chemiczny z grupy siarczków, siarkowy analog dwutlenku węgla. W naturze jest emitowany w pierwszym etapie erupcji wulkanów.

## Właściwości
Czysty disiarczek węgla jest bezbarwną, łatwo lotną cieczą o lekko słodkawym i przyjemnym zapachu. Przemysłowo stosowany ma jednak zwykle barwę żółtą i zapach zgniłych rzodkiewek. Opary mają dwukrotnie większą gęstość od powietrza i dlatego ścielą się po podłodze. Jest bardzo łatwopalny. Temperatura samozapłonu jest niższa niż 100 °C, z możliwością wybuchu par. Trudno rozpuszcza się w wodzie, łatwo w benzenie, etanolu oraz eterach.

## Otrzymywanie
Pierwszą przemysłową metodą produkcji CS
2 była bezpośrednia synteza z pierwiastków:
C
(s) + S
2
(g) → CS
2
(g)
Została ona opracowana w połowie XIX w. Reakcję tę prowadzi się w temperaturze ok. 850–900 °C w retortach załadowanych węglem drzewnym, do którego wprowadza się siarkę w fazie ciekłej lub gazowej. Typowa wydajność retorty to 1–3 t CS
2 dziennie. Surowy produkt oczyszcza się przez destylację.
Ze względu na duży popyt na ten związek, który pojawił się w połowie lat 40. XX w., opracowana została metoda syntezy z siarki i metanu, która praktycznie całkowicie wyparła metodę węglową (patenty firmy Pure Oil z przełomu lat 40. i 50.):
CH
4
(g) + 4S
2
(g) → CS
2
(g) + 2H
2S
(g)
Reakcję gazowej siarki i metanu prowadzi się w 550–650 °C pod ciśnieniem 4–7 atm, a proces ma charakter ciągły.

## Zastosowanie
W przemyśle włókienniczym największe ilości są wykorzystywane do wytwarzania włókien wiskozowych. W pierwszym etapie w środowisku zasadowym grupy hydroksylowe celulozy reagują z CS
2 z wytworzeniem rozpuszczalnej soli sodowej ksantogenianu celulozy, przy czym jednocześnie następuje skracanie jej łańcuchów do kilkuset jednostek glukozowych:
R−OH + CS
2 + NaOH → R−O−C(=S)−SNa + H
2O
Otrzymany produkt (wiskozę) wtłacza się przez dysze do roztworu o odczynie kwasowym, w wyniku czego odtwarza się celuloza:
R−O−C(=S)−SNa + H+
 → R−OH + CS
2 + Na+

CS
2 jest też stosowany w syntezie organicznej i jako rozpuszczalnik do flotacji minerałów.

## Toksykologia
Disiarczek węgla jest związkiem trującym, działa szkodliwie na ośrodkowy układ nerwowy. W bardzo dużym stężeniu jego wdychanie może prowadzić do zatrzymania oddechu na skutek porażenia układu nerwowego. Długotrwałe wchłanianie w niższych stężeniach powoduje trwałe uszkodzenia mózgu, przejawiające się początkowo jako problemy ze snem, wrażeniem ciągłego zmęczenia i problemy z pamięcią. Wykazuje też działanie rakotwórcze i mutagenne.